# Saint-Clément (Corrèze)
Saint-Clément é uma comuna francesa na região administrativa da Nova Aquitânia, no departamento de Corrèze. Estende-se por uma área de 26,56 km². Em 2010 a comuna tinha 1 357 habitantes (densidade: 51,1 hab./km²).